# Tomlishorn
De Tomlishorn is met zijn 2128,5 meter de hoogste top van het Pilatus-massief in de Emmentaler Alpen bij de stad Luzern in Zwitserland.
De top van de berg is eenvoudig te bereiken vanaf het kabelbaanstation van de Pilatus en biedt een geweldig panorama over de omgeving. Een lastigere variant om op de top te komen is door de oude Tomliweg te nemen door de noordwand.
Het voorvoegsel „Tomlis“ ontwikkelde zich vanuit het latijnse tumulus wat ronde welving betekent. In lokale dialecten wordt ook nog van Tumlishorn gesproken en niet van Tomlishorn. Het is echter onduidelijk hoe het tot deze klinkerwisseling is gekomen.